# Zsuzsa Bánk
Zsuzsa Bánk (ur. 24 października 1965 we Frankfurcie nad Menem) – niemiecka pisarka, z pochodzenia Węgierka.
Rodzice Bánk opuścili Węgry po roku 1956. Ona sama studiowała na uniwersytetach w Moguncji i Waszyngtonie. Pracuje jako dziennikarka w rodzinnym mieście. Debiutowała w 2002 powieścią Pływak (jej akcja rozgrywa się na Węgrzech kilka lat po powstaniu), trzy lata później wydała zbiór opowiadań Najgorętsze lato, a w 2011 roku nakładem wydawnictwa S. Fischer ukazały się jej Jasne dni. W Polsce wszystkie książki zostały opublikowane przez Wydawnictwo Czarne. 

## Twórczość
- Pływak (Der Schwimmer, Frankfurt nad Menem, 2002), tłum. Elżbieta Kalinowska, Wydawnictwo Czarne, Wołowiec 2004, ISBN 838975512-2
- Najgorętsze lato (Heißester Sommer, Frankfurt nad Menem, 2005), tłum. Elżbieta Kalinowska, Wydawnictwo Czarne, Wołowiec 2006, ISBN 838975563-7
- Jasne dni (Die hellen Tage, Frankfurt nad Menem, 2011), tłum. Elżbieta Kalinowska, Wydawnictwo Czarne, Wołowiec 2014, ISBN 978-83-7536-563-4
- Śmierć przychodzi nawet latem (Sterben im Sommer), tłum. Elżbieta Kalinowska, Wydawnictwo Czarne, Wołowiec 2023, ISBN 978-83-8191-732-2